# 恋と恋するユートピア
『恋と恋するユートピア』（こいとこいするユートピア）は2016年6月24日にらぶまてぃっくより発売された恋愛アドベンチャーゲームである。

## 作品概要
紅葉学園(くれはがくえん)は昨年まで男子校と女子校が合併してできた。男女間の仲が良くない事を問題視した学園側によって男女交際正常化委員会が創設され、主人公をはじめ、複数の生徒が選ばれた。

## 登場キャラクター
大崎 和哉（おおさき かずや）
夏休み中から両親の海外出張で一人暮らしする予定だったものの、叔母の真紀と知沙が同居するようになる。普段は怠惰ではあるものの、行動力はあるタイプ。
西原 代歩（にしはら かほ）
声：黒井音瑚
主人公のクラスメイトであり、“親交派”で、幼なじみで成績も家事もそこそここなせる。以前から主人公に好意を寄せる。主人公の前ではツンデレで素直になれない。。
舞原 雪菜（まいばら ゆきな）
声：秋本ねりね
クラス委員長で学業優秀、頼られると断りにくいタイプで“対立派”の急先鋒ではあるものの、それは彼女自身の意思ではなく、対立派もクラス委員長も、彼女に嫉妬した女子から面倒事を押しつけられたことに起因する。実家は喫茶店を経営。
高杉 奈々緒（たかすぎ ななお）
声：カンザキカナリ
“中立派”であり、代歩の親友の同級生であり、有名なギャルゲ＆エロゲは一通りこなす気さくで気風の良いハイテンション娘であり、兄と弟がいて共学経験者でもある。
屋敷 萌葱（やしき もえぎ）
声：咲智ゆん
箱入り娘でロリ系の外見と無垢な性格で雪菜の親友、男性恐怖症だが、主人公とは普通に話せる。趣味は秘密だったが『キュアプリ』を見ていた主人公と意気投合する。
森永 璃歌（もりなが りか）
声：歩サラ
テレビの企画として転校してきた転校生でアイドルグループのメンバーだが、人気争いでは落伍者で周囲にチヤホヤされていないと気が済まない性格で対立派と親交派のどちらでもない第三勢力を作り出す。

## スタッフ
- 原画：ぺこ
- シナリオ：JUN

## 主題歌
- オープニングテーマ「蒸熱♨︎ユートピア」
  - 歌：華憐、小春めう、春河あかり、作詞/作曲：電気式華憐音楽集団